# حادثة غرق عبارة في الموصل 2019
في يوم الخميس 21 مارس 2019 غَرِقت عبّارة سياحيّة في نهر دجلة بمدينة الموصل في العراق، وكانت العبَّارة تنقل مجموعة من العائلات إلى جزيرة أم الربيعين في غابات الموصل. وأدى ذلك لغرق أكثر من 120 شخصاً (من النساء والأطفال والرجال) وأعلنت إدارة الجزيرة السياحية التي كانت تقصدها العبَّارة أن سبب الحادثة يرجع إلى انقطاع سلك مثبت بأحد الأعمدة المسؤولة عن سحب وتثبيت العبارة فأدى ذلك إلى غرقها؛ إلا أن مصدر أمني أفاد خلاف ذلك، بأن العبارة كانت تحمل عددا من الركاب يفوق قدرتها الاستيعابية حيث تستوعب حوالي 50 راكباً، والذين ركبوا يزيدون عن مائتي شخص، وهو الذي أدى بالتالي إلى غرقها. وفي 23 آذار سنة 2022، أُعلنَ عن إغلاق ملف الحادثة.

## التحقيق
أفاد مصدر أمني أن التحقيقات الأولية تشير إلى أن العبَّارة كانت تحمل عددٌ من الركاب يفوق قدرتها الاستيعابية، حيث أنها تستوعب حوالي 50 راكبا، ولكن عدد الذين ركبوا فيها كانوا 287 شخصا، وهو الذي أدى بالتالي إلى غرقها. وكانت دائرة الموارد المائية في الموصل قد أطلقت تحذيرات في اليوم السابق للحادثة، دعت فيها القاطنين بالقرب من النهر إلى توخي الحذر من ارتفاع منسوب نهر دجلة بسبب فتح بوابات سد الموصل. أمر رئيس الوزراء العراقي عادل عبد المهدي بفتح تحقيق فوري بحادث غرق العبارة في الموصل، ورفع تقرير لهُ خلال أربع وعشرين ساعة لإظهار الحقيقة وكشف المسبِّبين.
أكدت هيئة السياحة أن الجزيرة السياحية في غابات الموصل والتي وقعت فيها حادثة العبارة ليست ضمن أملاكها، ولم يتم منح أي أجازة لمزاولة العمل السياحي من قبل هيئة السياحة للمرفق بشكل عام أو للعبارة بشكل خاص، وأن الجزيرة ليست من أملاك هيئة السياحة بل هي تابعة لدائرة عقارات الدولة وقد أعطيت استثمار عن طريق هيئة استثمار نينوى ولم يتم منح أي أجازة لمزاولة العمل السياحي من قبل هيئة السياحة للمرفق بشكل عام أو للعبارة بشكل خاص.
نشرت مصادر، وثيقة صادرة من محكمة استئناف نينوى الاتحادية المرقمة بالعدد 1123 بتاريخ 24 مارس/أبريل 2017، توجه مذكرة قبض وتحرِ بحق صاحب العبارة عبيد إبراهيم علي الديدي بجريمه الإرهاب، وفقاً للمادة الرابعة من الفقرة الأولى من قانون مكافحة الإرهاب في العراق، وتوجه أفراد الأمن والضبط القضائي باعتقاله.
نشرت صحيفة العربي الجديد تفاصيل عن التقرير النهائي للجنة تقصي الحقائق التي شكلها البرلمان العراقي للكشف عن حقيقة الأوضاع في نينوى وتحديداً في عاصمتها الموصل، وكَشف عن أسماء مسؤولين وضباط وأشخاص وجهات مختلفة متورطين بفرض سيطرتهم بالقوة على المحافظة، وبتنفيذ عمليات تهريب وفساد وابتزاز وتهديد للمواطنين، واستضافت اللجنة العديد من القادة الأمنيين والمسؤولين المحليين، أبرزهم المحافظ السابق نوفل العاكوب وقائد عمليات المحافظة اللواء نجم الجبوري، وقائد الشرطة اللواء حمد نامس، وقائد الأمن الوطني هشام محمد، وقائممقام الموصل زهير الأعرجي، وعبد الخالق الخيكاني آمر وحدة التنسيق المشترك بين القوات الأمنية في الموصل، وقد بلغ عددهم 27 مسؤولاً حكومياً وأمنياً. وخلص التقرير إلى عدة حقائق، منها المكتائب الاقتصادية التابعة لفصائل مسلحة وممارستها عمليات ابتزاز وبيع أراضي الدولة وسرقة النفط، وعمليات تهريب الأغنام، والسجائر، وسرقة أنقاض المباني المدمرة وبيعها خارج الموصل، وتفشي الرشاوي والإتاوات في المدينة من عدة فصائل، وتزايد عدد الفصائل والجماعات المسلحة التي تدعي عملها مع الحشد الشعبي، ورفض عودة النازحين في قرى وبلدات عدة في المحافظة، كلهم من العَرب السُنة، من قبل البِشمركة وأطراف أخرى، ورصد كذلك عمليات تسلل إرهابية من سورية إلى العراق، وأنفاق ومخابئ سلاح لم يتم اكتشافها، وأوصى بتعزيز القدرات العسكرية العراقية، وكشف أيضاً عن أن مساحة 1000 كيلو متر بالساحل الأيمن غير ممسوكة من أي جهة أمنية، وهناك وجود لعناصر داعش في مخيم الجدعة ببلدة القيارة، ومخيم حمام العليل، وركز التقرير على ما وصفه بسوء تعامل وتصرف من قبل ضباط أمن، من بينهم على سبيل المثال ضابط استخبارات المقدم علي الدجيلي، كما أن المدعو أبو رقية تحسين علي حبيب الدراجي لديه قوة كبيرة بحجم لواء في بلدة القيارة، ويقوم بتجاوزات كبيرة ولا يعرف لمن يتبع أو ينتمي، وكشف عن وجود آلاف الموقوفيين الأبرياء من دون محاكم، مع نقص كبير في القضاة، وكشف عن حالات ابتزاز للمواطنين من أفراد بقوت الأمن وتسبب الوقف الشيعي وفصائل مسلحة باحتقان من خلال استيلائها على دور عبادة في المحافظة وضمها إليها، وكشف عن أن هنالك أكثر من 120 منظمة مجتمع مدني عراقية وأجنبية، وهي تثير الشكوك من أن تكون واجهات لعمل أمني، وتناول عمليات تهريب المخدرات القادمة من إيران إلى سورية وخطرعا على المحافظة، وقد أوصى بأن يكون الجيش العراقي هو المسؤول عن المحافظة وتوحيد القيادات الأمنية، ووجه توصيات إلى رئيس الحكومة بتوحيد القيادات العسكرية وسد النقص في عدد العناصر من أبناء المحافظة، وإعادة نشر وتوزيع القطعات وإعادة المفصولين السياسيين من الشرطة والجيش.

## تدابير
- قللت وزارة الموارد المائية مقدار الإطلاقات المائية من سد الموصل لتسهيل عملية البحث عن المفقودين في النهر.[10]
- صدر عقب حادث الغرق مباشرة أمر بحبس مدير كازينو الجزيرة السياحية وصاحب العبارة لغرض التحقيق وإجراء اللازم،[11] وأعلن مجلس القضاء الأعلى عن توقيف 9 من العمال المسؤولين عن العبارة وإصدار مذكرة قبض بحق مالك العبارة ومالك الجزيرة.[12]
- في يوم الجمعة 22 آذار 2019، أصدر مجلس محافظة نينوى عدة قرارات منها سحب الرخص الاستثمارية من الجزيرة السياحية، وإحالة المستثمر وموظفي الإدارة فيها إلى القضاء، وإنزال أشد العقوبات بهم، واعتبار ضحايا العبارة شهداء وتعويض الناجين بحسب الضرر واستنفار كافة الأجهزة الأمنية والمدنية، وتخصيص الأموال اللازمة لهم لانتشال جثث الضحايا والتحقيق مع جميع الجهات الرقابية والإدارية في حكومة الموصل المحلية وهيئة السياحة في نينوى والموارد المائية ومشروع سد الموصل ووزارة النقل شعبة التفتيش المائي ومديرية النجدة النهرية وهيئة الاستثمار وبلدية الموصل وعقارات الدولة ومدير الدفاع المدني والكادر الأمني للجزيرة[13]
- أصدر مجلس محافظة نينوى قرارا بإحالة محافظ نينوى إلى التحقيق على إثر حادث العبارة ولاعتداء حمايته على المواطنين الغاضبين.[14]
- أعلن قائد عمليات نينوى عن اعتقال 16 شخصاً من المشتبه بهم وهم قيد التحقيق.[15]
- وجه محافظ بابل بإيقاف جميع العبارات في المحافظة مشدداً على إكمال إجراءات السلامة وعودتها للعمل.[16]
- بدأ أجتماع طارئ للرئاسات الثلاثة في العراق، في قصر السلام في بغداد لمناقشة وضع الموصل.[17] واتفقوا على «ضرورة انتهاج كل الوسائل والاجراءات القانونية لمعالجة سوء الإدارة المحلية في المحافظة ومعالجة الملف الأمني وتعزيز دور القوات الأمنية وزيادة إمكانياتهم، فضلاً عن تحسين الوضع الاقتصادي للمدينة وشددوا على متابعة الاجراءات القضائية العاجلة لمحاسبة المقصرين والمتسببين في وقوع هذه الكارثة المأساوية ومعالجة التداعيات التي تسببت بهذه الحادثة وعدم السماح بتكرارها» وأكدوا على «تعويض ذوي الضحايا وانصافهم وتلبية مطالبهم» وأعربوا عن «خالص تعازيهم ومواساتهم لذوي الضحايا، متمنين للمصابين الشفاء العاجل».[18]
- وجه قائد شرطة محافظة النجف بإيقاف الزوارق السياحية التي لا تحمل نجادات، بالإضافة إلى تشديد إجراءات السلامة الأخرى، وأعتقال أي سائق زور من الأحداث أو لا يملك تخويل رسمي، ووجه بمحاسبة الذين يحملوه أكثر من المقرر في الزوارق ومتابعتها ليلاً ونهاراً.[19]
- وجهت قوة من قبل فرقة الربعة اللواء السادس عشر ذهبت لغرض تأمين الحماية للمواطنين الذين يتواجدون في بحيرة الرزازة، ووجهت إلى جميع أصحاب الزوارق بارتداء النجادات، ومُنع التنزه في البحيرة من دون ارتداء النجادات وتم الإيعاز بتواجد مفرزة من الغواصين من مديرية شرطة كربلاء وتوفير زوارق إنقاذ من قبل الشرطة النهرية في حال حصول أي حادث.[20]
- أعلن رئيس هيئة السياحة في إقليم كردستان عن تشديد التعليمات الخاصة باستخدام القوارب السياحية مع حلول فصل الربيع، في الأنهار والبحيرات في الإقليم، ولن يُسمح لأي سائح أن يستقل قارباً سياحياً بدون سترة نجاة وإلا سيعاقب مالك القارب.[21]

## الضحايا

جزيرة أمّ الربيعين حيث تبدو محطة عبارة في جانبي نهر دجلة بالموصل

أعلن رئيس الوزراء العراقي عادل عبد المهدي، أن عدد الضحايا قد وصل إلى 85 مواطناً وإنقاذ 55 آخرين. وأفاد مصدر أمني بأن عدد الضحايا قد ارتفع إلى 96 مواطناً. بينما أفاد مصدر أمني يوم الجمعة 22 آذار/مارس بأن عدد الضحايا قد ارتفع إلى 120 ضحية.

## فرق الإنقاذ
انتشلت فرق الإنقاذ حوالي 55 شخصاً من النهر وهم ما زالوا على قيد الحياة، ومن بينهم 19 طفلا. ولقد أعلن مدير عام الدفاع المدني عن إنقاذ 61 شخصاً بحادث العبارة في الموصل، أغلبهم من النساء والأطفال، وأن عمليات البحث والإنقاذ مستمرة.

## إقالة المحافظ ونائبيه
وجه رئيس الوزراء العراقي رسالة إلى رئيس مجلس النواب العراقي أستناداً لصلاحياته جاء فيها:
وأعلن مجلس النواب أن جلسة أعماله يوم الغد الأحد الموافق 23 مارس/2019 تتضمن التصويت على إقالة محافظ نينوى ونائبيه، فضلاً عن القراءة الأولى لعدد من المشاريع، بالإضافة إلى تقرير لجنة تقصي الحقائق في محافظة نينوى.
صوت مجلس النواب العراقي يوم الأحد المصادف ل 23 مارس/آذار 2019، على إقالة محافظ نينوى نوفل حمادي العاكوب ونائباه عبد القادر عبد الله وحسن ذنون بناء على مقترح رئيس مجلس الوزراء العراقي عادل عبد المهدي لإهمالهم وتقصيرهم بالواجب والمسؤولية وهدر المال العام واستغلال المنصب الوظيفي.
وكان نص القرار كالأتي:
.
كذلك أعتبر مجلس النواب العراقي ضحايا حادثة غرق العبارة شهداء ولذويهم الحق باللجوء إلى القضاء.
وصوت المجلس على قرار نيابي يشمل توصيات موجهة إلى رئيس مجلس الوزراء العراقي ورئيس مجلس القضاء يتضمن توحيد القيادة العسكرية والسيطرة على القوات العسكرية لحفظ الأمن وأن يتولى القائد العام للقوات المسلحة إتخاذ كافة الإجراءات لإغلاق المقرات غير الرسمية مهما كانت صفتها وتوفير أجهزة كشف المتفجرات وتعزيز الأجهزة الاستخبارية بالعدد والعدة فضلاً عن توفير كافة الإمكانات للجهاز القضائي من المحققين والقضاة وأعادة فتح المحاكم وإيقاف كل أشكال التهريب وخاصة الحديد والسكراب والنفط بالإضافة إلى القيام بحملة مستعجلة من قبل الجهد الحكومي والمحلي لإعادة أعمار المحافظة وغلق ملف النزوح وتسريع اجراءات تعويض المتضررين وإطلاق التخصيصات المالية للمحافظة وباقي المحافظة.
وأعلن رئيس مجلس النواب العراقي محمد الحلبوسي، استلام طلب من 121 نائباً يتضمن حل مجلس محافظة نينوى وإحالة اعضاءه إلى القضاء لوجود مخالفات جسيمة وأهمال أداري واضح.
في 26 مارس، 2019، أصدرت محكمة تحقيق نينوى المختصة بقضايا النزاهة، مذكرة مرقمة ب 22، قبض بحق نوفل حمادي سلطان يوسف البو حمد، محافظ نينوى المُقال، وفقاً للمادة 340 من قانون العقوبات العراقي الصادر عام 1969 والذي ينص على:
وقدمت محكمة التحقيق في نينوى طلباً رسميًا لحكومة إقليم كردستان العراق لتسليم العاكوب الذي فر إلى أربيل مركز الإقليم.

## ردود الفعل

### المحلية
- العراق: أعلن رئيس الوزراء العراقي، عادل عبد المهدي، الحداد العام لمدة ثلاثة أيام في جميع أنحاء العراق ويعزي ضحايا العبارة.[41][42]

 كردستان: عبَّر الزعماء في إقليم كردستان عن حزنهم العميق بعد أن قضى العشرات في غرق عبّارة بالموصل، وقالوا إن شُعب الطوارئ في مستشفيات الإقليم مستعدة لاستقبال المصابين. وأعلن إقليم كردستان، الجمعة، الحداد على ضحايا العبارة وقررت ايقاف جميع الاحتفالات والنشاطات الرسمية بمناسبة؛ عيد نوروز.

### الدولية
- مصر: أعربت مصر في بيان صادر عن وزارة الخارجية عن خالص تعازيها في ضحايا غرق عبارة بنهر دجلة في مدينة الموصل العراقية، مما أسفر عن وفاة العشرات.[45] وتقدم رئيس جمهورية مصر العربية عبد الفتاح السيسي بالعزاء لرئيس الوزراء العراقي عادل عبد المهدي.[46]
- تركيا: أعربت وزارة الخارجية التركية، الخميس، عن تعازيها للشعب العراقي في ضحايا غرق عبارة بمدينة الموصل شمالي البلاد.[47] وتلقى رئيس جمهورية العراق برهم صالح، برقية تعزية من نظيره التُركي رجب طيب أردوغان في حادثة غرق العبارة.[48]
- الولايات المتحدة: أعربت الولايات المتحدة يوم الخميس، عن تعازيها لعائلات ضحايا حادثة غرق العبارة في الموصل.[49]
- روسيا: بعث الرئيس الروسي، فلاديمير بوتين، برقية تعزية لنظيره العراقي، برهم صالح، في ضحايا حادث غرق العبارة في مدينة الموصل شمال العراق. وطلب بوتين من خلال البرقية نقل كلمات المواساة والدعم لذوي القتلى والتمنيات بالشفاء العاجل لكل المصابين.[50]
- الأردن: بعث ملك الأردن عبد الله الثاني، برقية تعزية إلى رئيس الجمهورية برهم صالح، بضحايا حادثة غرق العبّارة في نهر دجلة، التي أودت بحياة العشرات.[51] كذلك تلقى رئيس الوزراء العراقي عادل عبد المهدي، أتصالاً هاتفياً من عاهل المملكة الأردنية الهاشمية الملك عبد الله بن الحسين عبر فيه وباسمه ونيابة عن الشعب الأردني عن خالص تعازيه ومواساته لرئيس الوزراء وللشعب العراقي ولذوي ضحايا حادثة العبارة، مؤكداً وقوفه والشعب الأردني مع الشعب العراقي في السراء والضراء.[52]
- إيران: أعرب المتحدث باسم الخارجية الإيرانية عن تعازيه لأسر الضحايا ومواساته للعراق[53] وتلقى رئيس جمهورية العراق برهم صالح من نظيره الإيراني حسن روحاني برقية تعزية.[54]
- السعودية: بعث الملك سلمان بن عبد العزيز آل سعود وولي عهده محمد بن سلمان برقية تعزية إلى رئيس جمهورية العراق برهم صالح وإلى رئيس الوزراء العراقي عادل عبد المهدي يعزي فيه.[55]
- روسيا: أرسل الرئيس الروسي برقية تعزية إلى نظيره العراقي برهم صالح ورد فيها ما يأتي«عزيزي السيد الرئيس، تفضلوا بقبول خالص التعازي على العواقب المأساوية لتحطم عبارة في نهر دجلة ومصرع العشرات من الركاب، بمن فيهم العديد من الأطفال والنساء»[56]
- الكويت: أرسل أمير الكويت صباح الأحمد الجابر الصباح برقية تعزية إلى رئيس جمهورية العراق برهم صالح.[57][58][59]
- البحرين: بعث العاهل البحريني حمد بن عيسى آل خليفة برقية تعزية إلى رئيس جمهورية العراق برهم صالح عبر فيها عن خالص تعازيه وصادق مواساته بضحايا حادث العبارة.[60]
- قطر: تلقى رئس جمهورية العراق برهم صالح، أتصالاً هاتفياً من أمير دولة قطر تميم بن حمد آل ثاني وعبر عن تعازيه ومواساته للرئيس صالح وللشعب العراقي ولذوي حادثة العبارة، وعبر عن وقوف دولة قطر مع العراق حكومةً وشعباً.[61]
- لبنان: تلقى رئيس مجلس الوزراء العراقي عادل عبد المهدي، برقية تعزيه من نظيره اللبناني سعد الحريري واصفاً الحادثة بال «صدمة».[62][63]
- سوريا: تلقى رئيس جمهورية العراق برهم صالح من نظيره السوري، بشار الأسد برقية تعزية.[64]
- تونس: تلقى رئيس جمهورية العراق برهم صالح، برقية تعزية من نظيره التونسي الباجي قايد السبسي.[65]
- باكستان: قدمت الحكومة الباكستانية تعزية إلى العراق.[66]
- المغرب: ارسل ملك المغرب محمد السادس برقية تعزية إلى رئيس جمهورية العراق برهم صالح بحادثة العبارة.[67]
- فلسطين: تلقى رئيس جمهورية العراق برهم صالح، برقية تعزية من الرئيس الفلسطيني محمود عباس بحادثة العبارة.[68]
- كرواتيا: تلقى رئيس جمهورية العراق برهم صالح، من رئيسة كرواتيا كوليندا غرابار.[69]

### منظمات عالمية
- منظمة التعاون الإسلامي: أعرب الأمين العام لمنظمة التعاون الإسلامي، الدكتور يوسف بن أحمد العثيمين، عن بالغ الحزن والأسى إزاء غرق عبارة نهرية بمدينة الموصل شمال العراق، مما أدى إلى غرق عدد كبير من المواطنين أغلبهم من النساء والأطفال.[70]
- البرلمان العربي: قدم الدكتور مشعل السلمي رئيس البرلمان العربي التعازي لجمهورية العراق رئيساً وبرلماناً وحكومةً وشعباً في ضحايا غرق العبارة في نهر دجلة.[71]

### ردود أخرى
- جوجل: وضع محرك جوجل يوم الجمعة الموافق 22 مارس، 2019، شارة سوداء تضامناً مع ضحايا عبارة الموصل السياحية التي غرقت يوم الخميس المصادف 21 مارس، ووضعها أسفل مربع البحث وكُتب عليها «لذكرى ضحايا غرق العبارة في الموصل».[72]
- منتخب سوريا لكرة القدم: رفض قائد المنتخب السوري فراس الخطيب، الاحتفال بهدفه في مرمى الأردن احتراماً لضحايا حادثة غرق عبارة الموصل.[73]
- منتخب الأردن لكرة القدم: رفع المنتخب الأردني، لافتة استذكر فيها ضحايا حادثة غرق عبارة الموصل، قبل انطلاق مباراته أمام سوريا في بطولة الصداقة الدولية المقامة في البصرة. وقد كُتب على اللافتة «قد أصابنا من الحزن ما أصابكم، ببالغ الحزن والأسى نتقدم بأحر التعازي».[74]

## إغلاق القضية
بعد الذكرى الثالثة لغرق العبارة، أعلنَ حسن واثق مديرُ دائرة الطبّ العدلي في محافظة نينوى، يوم 23 آذار سنة 2022] عن إغلاق ملف حادثة غرق العبارة، وقال حسن واثق «ملف ضحايا فاجعة العبارة تم إغلاقه من قبل الحكومة المحلية، بعد أن تسلم الطب العدلي الشرعي خلال الأعوام الثلاثة الأخيرة، نحو 142 جثة فقط انتشلت من وسط نهر دجلة من مجموع 200 شخص ما زال مصيرهم مجهولا حتى اليوم»، وفي سنة 2021 بعد سنتين من وقوع الحادثة، عثرت الشرطة على 5 جثث تحت جسور الموصل، الخامس والرابع والأول، بعد أن انخفض ماء النهر.